# Fluda elata
Fluda elata is een spinnensoort in de taxonomische indeling van de springspinnen (Salticidae).
Het dier behoort tot het geslacht Fluda. De wetenschappelijke naam van de soort werd voor het eerst geldig gepubliceerd in 1986 door María Elena Galiano.